# Militärfahrrad

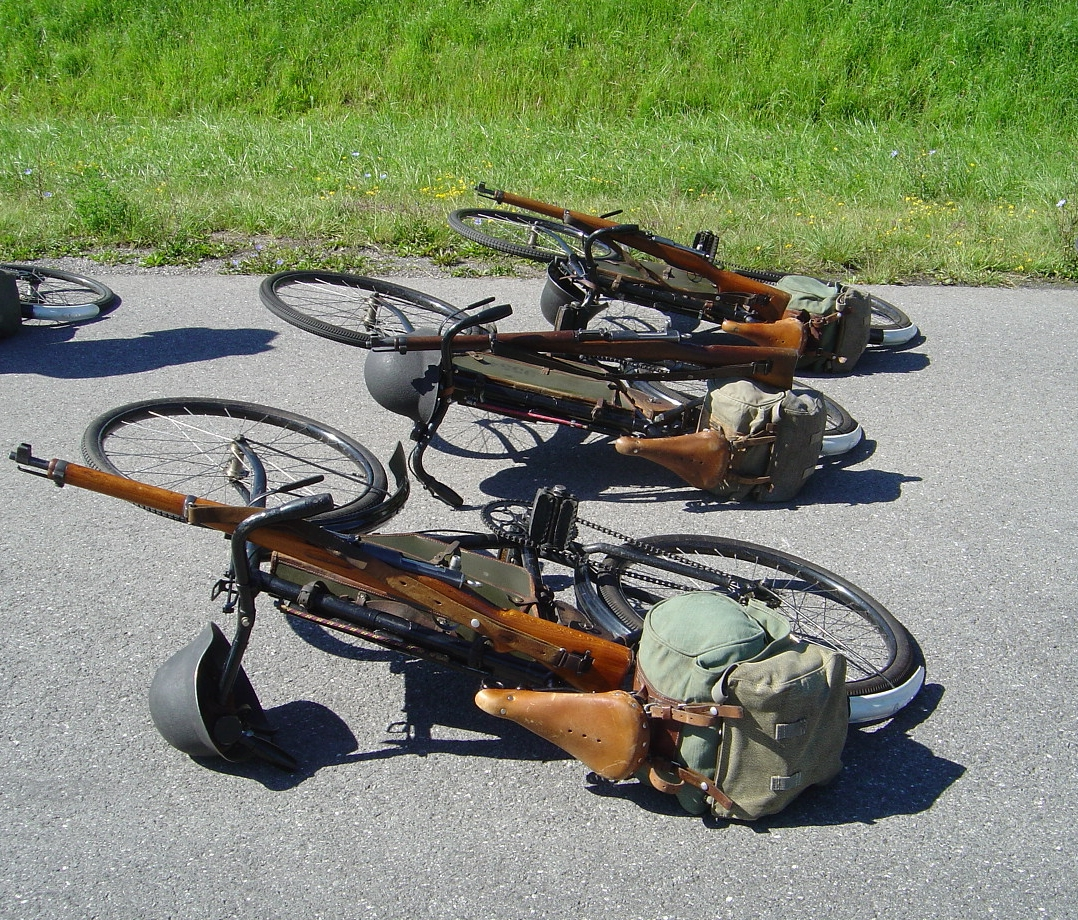
Ordonnanzräder 05 der Schweizer Armee

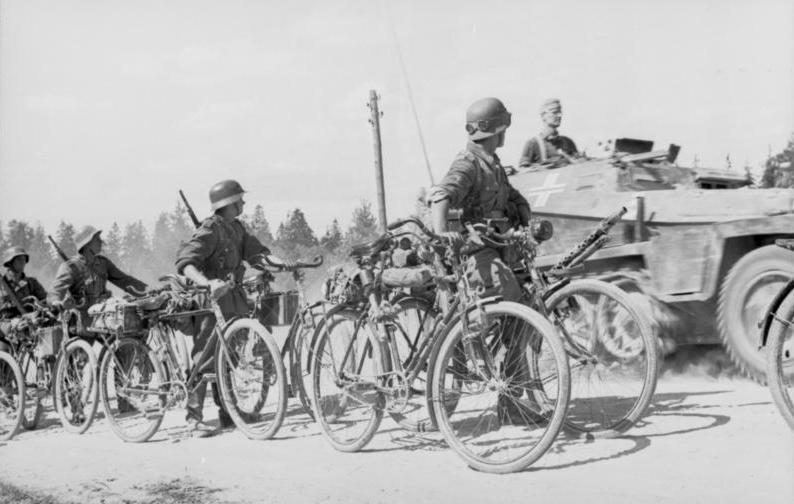
Deutsche Radfahrkompanie in Lettland, Anfang Juli 1941

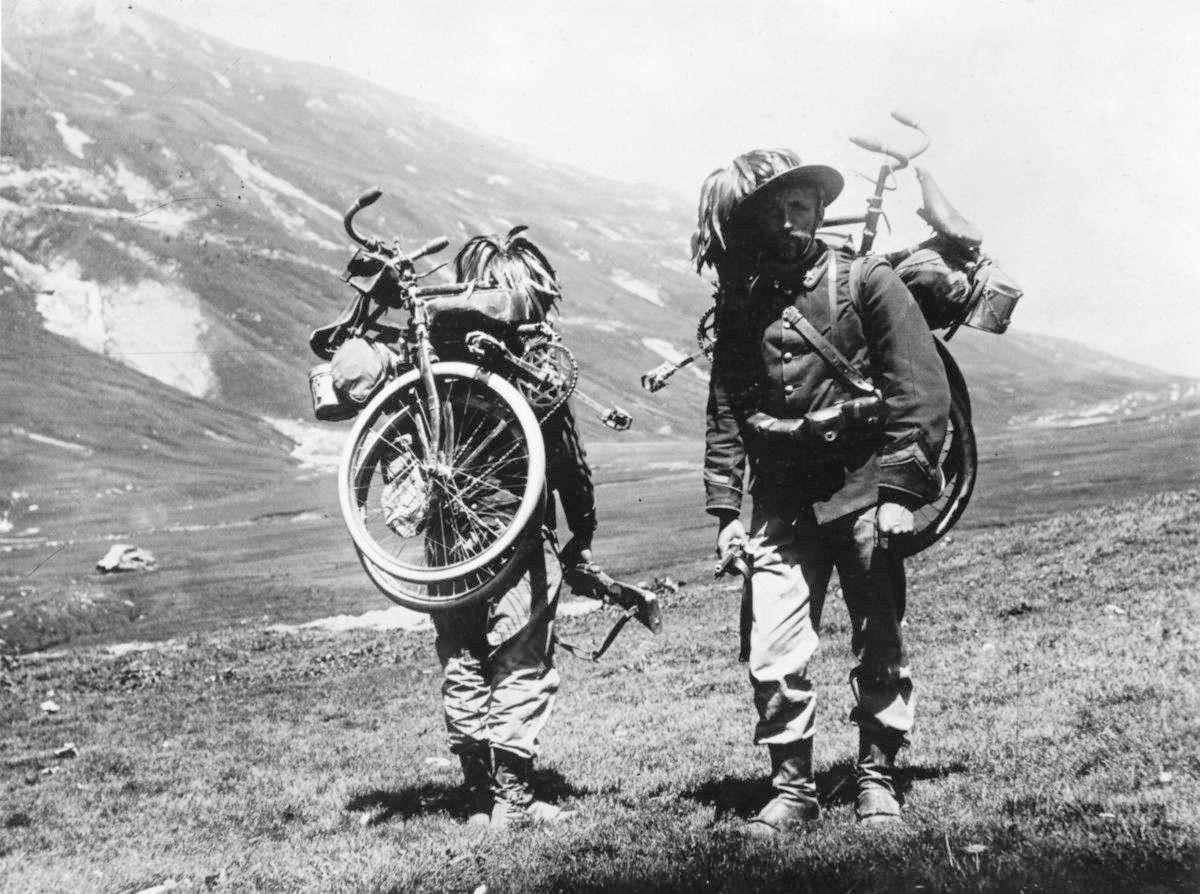
Bersaglieri mit Klapprädern während des Ersten Weltkriegs

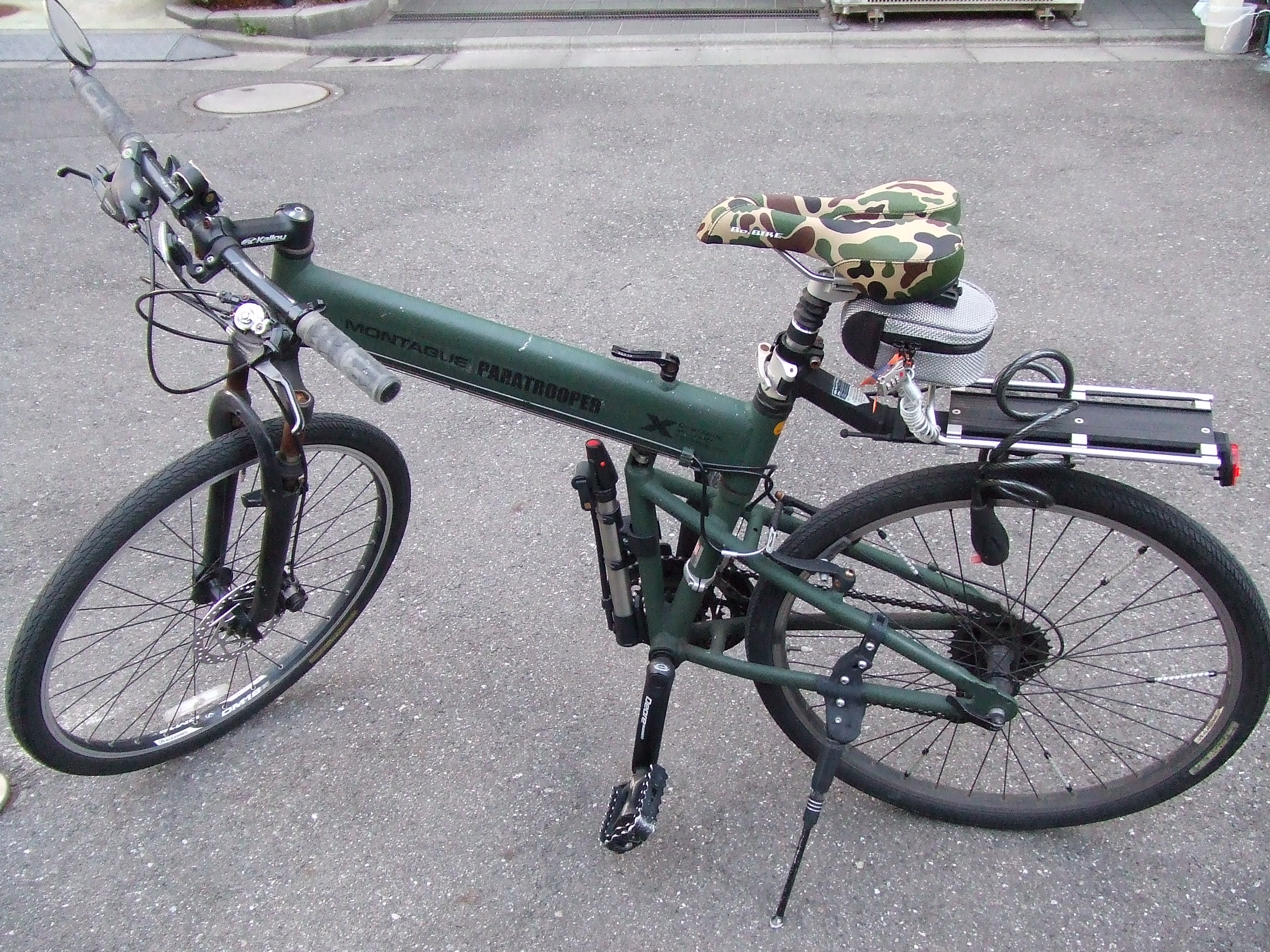
Modernes Mountainbike-Klapprad für Fallschirmspringer

Als Militärfahrräder bezeichnet man Fahrräder, die von Streitkräften zur Erfüllung ihrer Aufgaben verwendet werden. Fahrräder werden gerne eingesetzt, weil sie im Gegensatz zu Pferden oder motorisierten Fahrzeugen eine nahezu lautlose Fortbewegung ermöglichen. Zudem sind Fahrräder kosteneffizienter als Pferde und motorisierte Fahrzeuge.

## Geschichte
Die Einführung der ersten Fahrräder beim Militär erfolgte am Ende des 19. Jahrhunderts. So verwendete schon um 1890 die österreichisch-ungarische Armee standardmäßig das ÖWG/Steyr-Waffenrad, das ab Beginn des 20. Jahrhunderts auch als ziviles Gebrauchsrad hergestellt wurde. Ab 1900 produzierte die damalige Bielefelder Maschinenfabrik AG, vormals Dürkopp & Co. ihr Fahrradmodell „Diana 30“ als Militärfahrrad. Die Brünierung von glänzenden Stellen war für das Militärfahrrad „Diana 30“ eine zuschlagspflichtige Option. Waffenräder wurden auch bei den Puch-Werken hergestellt, die zeitweise mit Dürkopp verbunden waren. Ab 1908 produzierte die Styria-Dürkopp-Werke-A.-G. in Graz die Nachfolger des Waffenrades.
In Europa wurden zunächst Meldegänger, und später vorwiegend Kavallerie- und Infanterieeinheiten, und auch Spezialeinheiten wie die Jägertruppe, mit Fahrrädern ausgerüstet und in sogenannten Radfahrtruppen zusammengefasst. Auch damit verwuchsen Kavallerie und Infanterie zur modernen mobilen Infanterie. Weltweit diente das Rad zur billigen Aufrüstung der Truppen, insbesondere in Ost- und Südostasien, wo das Fahrrad allgemein zum Hauptverkehrsmittel wurde.
Im Ersten Weltkrieg erreichten Radfahrtruppen ihre weiteste Verbreitung. Im Deutschen Heer beispielsweise wurden 36 Radfahrerkompanien, eine Kavallerie-Radfahrerabteilung, 10 Reservekompanien und 17 Ersatztrupps aufgestellt. Die zwölf italienischen Bersaglieri-Radfahrbataillone waren im Ersten Weltkrieg bereits mit tragbaren Klapprädern ausgerüstet.
Im Zweiten Weltkrieg waren vereinzelt britische Fallschirmjäger mit Klapprädern ausgerüstet. Zu Ende des Zweiten Weltkriegs wurden Fahrräder aus Betreibung der Truppe wegen zunehmender Treibstoffknappheit militärisch eingesetzt. Ähnliches gilt beispielsweise auch für den Einsatz durch den Vietkong im Vietnamkrieg.
Verschiedene Armeen hatten militärische Dienstfahrräder bis zum Ende des 20. Jahrhunderts. Die Schweizer Armee setzte bis 2003 noch drei Radfahrerregimenter (Rdf Rgt) ein.

## Technik
Die Technik von Militärfahrrädern zeigt je nach Anwendungsbereich Unterschiede zu vergleichbaren Zivilmodellen. Einigen Entwicklungen der Fahrradtechnik wie dem Zyklometer und der Trommelbremse mit Rücktritt wird militärischer Ursprung nachgesagt.
- Truppenfahrräder sind in der Regel stabile Sicherheitsniederräder mit militärischer Kennzeichnung und speziellen Halterungen.
  - Das Schweizer Ordonnanzrad 05 wurde 1905 bis 1988 gebaut (ab 1944 mit Trommelbremse), Nachfolger war ab 1993 das Fahrrad 93 mit 7-Gang-Schaltung.
  - Militärfahrrad (Schweden) Das schwedische Armeefahrrad wurde vom schwedischen Militär über ein Jahrhundert eingesetzt. Es wurden rund sieben Modelle mit technischen Neuerungen eingesetzt.
- Melderäder älterer Bauweise waren oft normale Straßenfahrräder (Herren-Tourenrad) mit dem jeweiligen Stand der Technik. Für Neubeschaffung von Melderfahrrädern werden moderne Bauarten wie Mountainbikes bevorzugt.
- Klappräder wurden ab 1912 von italienischen Bersaglieri eingesetzt. Das von Bianchi entworfene  Modell Carriola (dt. Schubkarren) besaß ein Rahmengewicht von 14 kg und bereits eine Federung am Vorder- und Hinterrad, um die Starrheit der Vollgummireifen auszugleichen, aber kein Schaltwerk.[5] Diverse Klappradkonstruktionen, die von Fallschirmjägern im Zweiten Weltkrieg eingesetzt wurden, hatten in der Regel kleine Räder. Moderne Konstruktionen basieren auf Mountainbikes und sind als Klapprad ausgeführt (s. Bild).

Prinzipiell wird bei Militärfahrrädern bewährte Großserientechnik verwendet. Es wird großer Wert auf Stabilität gelegt, deshalb sind diese Räder vergleichsweise schwer.